# Зомбіленд: Подвійний постріл
«Зомбіленд: Подвійний постріл» (англ. Zombieland: Double Tap) — американський постапокаліптичний комедійний фільм про зомбі 2019 року режисера Рубена Флейшера. Продовження фільму «Вітаємо у Зомбіленді» 2009 року. Прем'єра фільму в Україні відбулася 24 жовтня 2019 року.

## Синопсис
Таллахассі, Коламбус та сестри Вічита і Літл-Рок знову змушені боротися за своє виживання. Разом вони прямують вглиб країни, де на них чекає ще більше зомбі. Тепер ці істоти еволюціонували — серед них є розумники, дурні та ті, що дуже добре вміють вбивати.

## У ролях
| Актор            | Роль              |
| ---------------- | ----------------- |
| Вуді Гаррельсон  | «Таллахассі»      |
| Джессі Айзенберг | «Коламбус»        |
| Емма Стоун       | Кріста / «Вічита» |
| Ебігейл Бреслін  | «Літл-Рок»        |
| Зої Дойч         | «Медісон»         |
| Еван Джогія      | «Берклі»          |
| Розаріо Доусон   | «Ріно»            |
| Томас Мідлдітч   | «Флегстафф»       |
| Люк Вілсон       | «Альбукерке»      |
| Рейчел Латтрелл  | налякана жінка    |
| Білл Мюррей      | камео             |
| Ден Ейкройд      | камео             |

## Виробництво
Зняти продовження стрічки «Вітаємо у Зомбіленді» запланували у 2010 році. Фільм повинні були зняти ще у 2014 році, але були проблеми зі сценаристами і фінансуванням. Сценарій фільму був готовий у березні 2017 року. Серед акторів, що зіграли у першій частині, усі за період з 2009 року номінувалися на здобуття премії «Оскар». Творці розповідають, що залучення акторів, чиї гонорари суттєво виросли за останні 10 років, було особливою задачею.

## Правила Коламбуса
У головного героя Коламбуса є список правил, які необхідні для виживання в Зомбіленді:
- 1. Дихалка.
- 2. Подвійний постріл.